# Paracalyx
Paracalyx là một chi rau đậu thuộc họ Fabaceae. 
Nó gồm các loài:
- Paracalyx balfourii